# 북악산
북악산(北岳山)은 대한민국 서울특별시의 경복궁 북쪽에 있는 산으로, 백악산(白岳山)이라고도 한다. 인왕산, 낙산, 남산 등과 더불어 서울 분지를 둘러싸고 있는 한국의 화강암 산으로 기반암은 중생대 쥐라기의 대보 화강암이며, 높이는 약 342m이다.

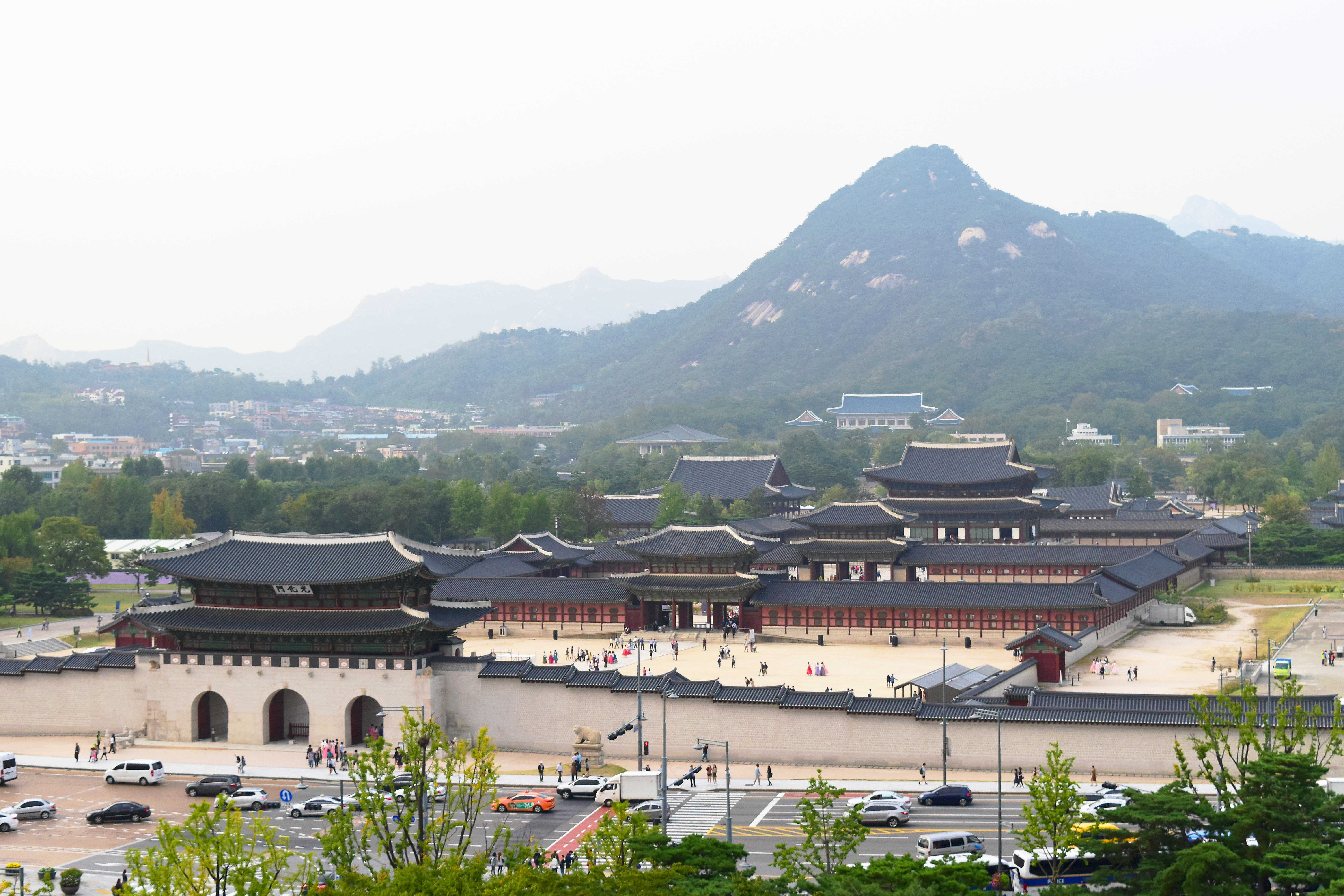
북악산 아래에 있는 조선의 정궁 경복궁.

## 위치
경복궁의 진산(鎭山)으로 서울 한양도성의 기점이기도 하다. 북악산 동쪽 고갯마루에는 숙정문, 서쪽 산 기슭에는 창의문이 있으며, 남동쪽 기슭에는 삼청 공원이 있다.

## 역사
한양의 북쪽 산이므로 북악산이라 하였다. 달리 백악(白岳), 면악(面嶽), 북산(北山), 공극봉(拱極峯) 등으로도 불렀다.
조선 시대에는 북악산의 형태가 오행 중 불에 해당한다 하여 화재를 막기 위한 풍수적인 대책을 하였는데, 그 중에는 광화문에 해태상을 세우거나 숭례문 밖에 연못을 판 것 등이 있다.

## 명승 지정
2009년 12월 9일 대한민국의 명승 제67호 서울 백악산 일원(서울 白岳山 一圓)으로 지정되었다.
백악산은 한양의 북현무에 해당하는 북쪽 주산으로서 조선왕조가 도성을 정하였던 사상과 지형적 기본원리를 보여주고 있으며, 수려한 자연과 문화적 요소가 결합되어 있는 자연유산이다.
서울이라는 고도의 체계적인 도성 조형원리, 풍수로 상징되는 사상적 체계를 구체화한 역사적 유적으로서의 가치가 잘 보존되어 있을 뿐 아니라 정궁인 경복궁의 후원으로서 소나무를 중심으로 하는 조선시대 경관 조성의 원리를 간직하고 있어 역사 문화적 가치가 뛰어난 경승지이다.

## 주의 사항
한양도성 순성길을 통한 입산 시에 신분 확인이 필요하여 신분증을 반드시 지참하여야 하고, 공휴일의 다음 날과 매주 월요일은 입산이 통제된다.

## 사건 및 사고
- 2020년 7월 9일 - 박원순 전 서울특별시장이 숨진 채 발견되었다.

## 기타
악(岳)자가 들어 있는 산은 바위산을 나타내는데 북악산은 자체가 커다란 바위산으로 이루어졌다. 인왕산 쪽에서 보면 깔때기 모양으로, 광화문에서 보면 북악산은 돌아서듯 동쪽을 향해 있다. 그래서 북악산을 풍수학적으로는 동쪽을 의미하는 목성(木星)이라 하며, 대대로 권력을 상징하는 것으로 전해져 왔는데 현재, 북악스카이웨이로 알려진 북악산로가 있어 인왕산까지 연결돼 있다.

## 같이 보기
- 한국의 산
- 서울의 산 목록
- 인왕산
- 경복궁
- 근정전
- 서울특별시의 지질
- 한국의 화강암